# Mostellaria
Mostellaria (Het Spookhuis) is een blijspel van de Latijnse dichter Titus Maccius Plautus.
De held van deze komedie is een roekeloos-slimme slaaf, Tranio.
	Een vader, Theopropides, is drie jaar van huis en zijn zoon, Philolaches, gaat zich - natuurlijk! - te buiten aan uitspattingen en heeft een hetaere (Philematium) vrijgekocht. De vader komt onverwachts thuis, terwijl er een drankfeest aan de gang is. Tranio schrikt Theopropides weg van het huis door te verzinnen dat het er spookt en dat zijn zoon al maanden geleden verhuisd is. Op dat moment komt een woekeraar, Mysargyrides (“Geldhater”), het door zoonlief geleende geld plus rente halen. Tranio zegt dat het geleende geld besteed is aan de aankoop van een nieuw huis. De vader betaalt dus en wenst het nieuwe huis te zien. Tranio wijst brutaalweg op dat van de buren en weet de buurman zo ver te krijgen dat hij toestemming geeft het huis te bezichtigen.
	Ten slotte komt alles natuurlijk uit, maar voordat de oude heer Tranio gevangen kan nemen om hem te kruisigen, vlucht deze op het altaar. Een vriend van de zoon zorgt ervoor, nuchter geworden, dat de stemming weer goed wordt: hij vertelt dat de zoon berouw heeft. Dat roert de vader zeer en hij vergeeft hem, en na lang smeken vergeeft hij ook Tranio.
	De geliefden mogen dus waarschijnlijk bijeen blijven, maar van een huwelijk is geen sprake: met een vrijgelatene trouwen was niet wenselijk. Overigens lijkt de hetaere oprecht verliefd en aardig.